# Akadémiai Kiadó
Az Akadémiai Kiadó a Magyar Tudományos Akadémia által 1828-ban alapított vállalat.
A kiadó önálló vállalatként a Magyar Tudományos Akadémia 1949. évi átalakítását követően 1950-ben kezdte meg működését, korábban az MTA főtitkári hivatalához tartozott a könyv- és folyóiratkiadás.
Mai formájában az Akadémiai Kiadó Zrt. 1996. április 9-e óta működik, amelynek többségi (75%) tulajdonosa a Wolters Kluwer nemzetközi információszolgáltató vállalat, kisebbségi (25%) tulajdonosa a Magyar Tudományos Akadémia.

## Székhelye
Címe: 1117 Budapest, Budafoki út 187–189. A ép. 3. emelet 
Fő tevékenység	5811. Könyvkiadás

## Története
Az Akadémiai Kiadó egyidős a Magyar Tudós Társaság, későbbiekben Magyar Tudományos Akadémia megalapításával. A Társaság könyvkiadói tevékenységének tervét 1828-ban dolgozták ki, s ennek alapján kezdhette meg működését a kiadói részleg 1832-ben. Ebben a tervezetben már szó esik az akadémiai könyv- és folyóirat-kiadás szükségességéről. Ezért látható az MTA emblémájában az 1825-ös évszám, míg az Akadémiai Kiadó emblémájában az 1828-as.
Tényleges működését a Kiadó az 1830-as években kezdte meg éppen úgy, mint az MTA. A Magyar Tudós Társaság fő célja a nemzeti nyelv művelése, a tudományok és az irodalom hazai népszerűsítése, külföldi jeles munkák magyar nyelven való közreadása volt. A Társaság legelső kiadványa az alapszabályokat összefoglaló 1831-es munka volt, azonban könyvkiadás ténylegesen a magyar nyelvű díjazott pályamunkák kiadásával vette kezdetét. A kiadói munka tervszerűbbé tételét célzó határozatok (1836, 1859) anyagi eszközök híján nem valósulhattak meg.
1872-ben Csengery Antal vezetésével alakult meg a Könyvkiadó Bizottság. 1875-től a terjesztés előmozdítására Könyvkiadó Hivatalt létesítettek. Az 1948-as államosítási rendelet után a Magyar Dolgozók Pártjának könyvbizottsága szervezte újra a tudományos könyvkiadást, a Tudományos Könyv- illetve Folyóiratkiadó Nemzeti Vállalat révén próbálták megoldani. A Magyar Tudományos Akadémia gondozásában 1833 és 1950 között 3103 kötet jelent meg, ám kiadója csak 1950. július 1-jén jött létre, addig az MTA főtitkári hivatala gondoskodott a kéziratok előkészítéséről és megjelentetéséről. 1952-ben hozzákapcsolták a korabeli nevén Budapest Székesfőváros Házi Nyomdáját. Aztán az 1950-es évektől az MTA működésének megfelelően szervezték meg a tudományos könyvek és folyóiratok kiadását, az MTA tudományos osztályainak tervei szerint. Főleg 1956 után a magyar tudomány eredményeinek külföldi megismertetésével is foglalkoztak.
1984-től Akadémiai Kiadó és Nyomda Vállalat, 1994-től kft.-ként működik Magyarország legnagyobb tudományos kiadója, amely az utóbbi évtizedekben a hagyományos nyomtatott könyv- és periodika kiadás mellett online is közreadja a magyar írók és tudósok alkotásait gyakran a magyar nyelv mellett angol, s más idegen nyelveken is. Az Akadémiai Kiadó által közreadott főbb dokumentumtípusok: forráskiadványok, kritikai kiadások, monográfiák, tanulmánykötetek, lexikonok, szótárak, nyelvkönyvek, tankönyvek, ismeretterjesztő- és szépirodalom.

## Szótárak, lexikonok
A Társaság első, a nagyközönségnek szánt, hivatalos kiadványa a magyar helyesírás szabályait, valamint a ragokat és képzőket bemutató összeállítás, a Magyar helyesirás’ és szóragasztás’ főbb szabályai címen 1832 márciusában készült el. A mű átdolgozott, új kiadásai, a Magyar helyesírás szabályai címmel, azóta is a kiadó gondozásában jelennek meg.
Az Akadémia kiadásában az első német szótár Vörösmarty, Schedel, Bajza, Bugát és mások közreműködésével az Egyetemi Nyomdában készült. 1835-ben a német–magyar, 1838-ban a magyar–német rész jelent meg. A korai szótárak között kell még megemlítenünk az 1838-as Magyar tájszótárt, amelynek modern változata továbbra is a kiadónál jelenik meg Új magyar tájszótár címmel.

## Folyóiratok
Számos hosszú életű időszaki kiadvány fűződik az Akadémiai Kiadóhoz, legismertebb a Magyar Tudomány (1956–), melynek elődje 1840-ben indult Magyar Akademiai Értesítő (1840–1955) címen. Az MTA osztályai külön jelentettek meg időszaki kiadványokat (Magyar Akademiai Értesítő : A nyelv- és széptudományi osztály közlönye 1860-ban indult Toldy Ferenc szerkesztésében; szintén 1860-ban indult A philosophiai, törvény- és történettudományi osztályok közlönye, valamint a Mathematikai és természettudományi osztályoké. 1867-ben indult az Értekezések a Történettudományi Osztály Köréből; ez a periodika 1959 óta Történelmi Szemle címen jelenik meg). A külföld tájékoztatását a magyar irodalom és tudomány eredményeiről az idegen nyelven megjelentetett könyvek és az akadémiai akták, studiák szolgálják.
Jelenleg az Akadémiai Kiadó gondozza Magyarország legnagyobb tudományos, műszaki és orvosi folyóirat-portfólióját, több mint 60 referált (peer-reviewed) lappal, amelyek jó két tucat tudományágat képviselnek. A Magyarországon megjelenő 55 hazai impaktfaktoros folyóiratból 23 a kiadónál jelenik meg (2023 Journal Citation Reports).